# رياضة الجبال

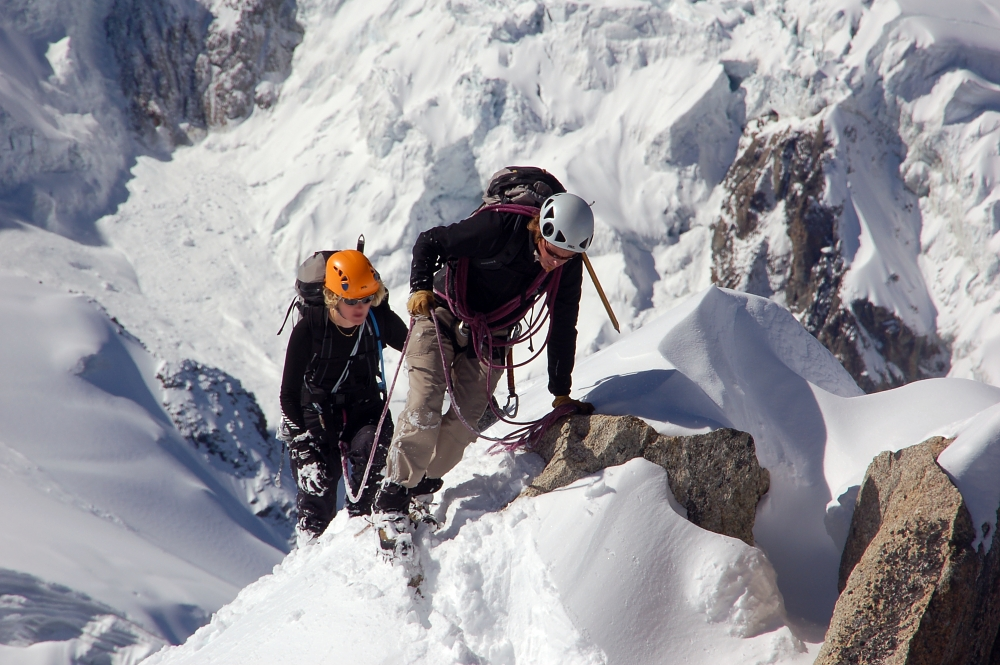
متسلقي الجبال في "أيغيلي دو ميدي".

رياضة الجبال أو رياضة جبال الألب هي واحدة من عدة أنواع من الرياضة التي تجري في التلال أو الجبال.
وجميع هذه الألعاب الرياضية تحتاج إلى معدات خاصة وتحمل مستوى أعلى من المخاطر وتحتاج إلى تدريب متخصص قبل أن يتسنى الاضطلاع بها بأمان.
ونظرا لأن الرياضيين في الجبال يتعمدون الدخول إلى التضاريس التي لا يسهل الوصول إليها حيثما تكون هناك مخاطر أكبر - أخطار من قبيل التجاعيد، وسوء الأحوال الجوية، والتدفقات الطينية، وكسور الصخور، والكسور الجليدية - يجب اتخاذ تدابير خاصة للتخفيف من هذه المخاطر. ويعرف ذلك عمومًا باسم إدارة المخاطر. تشمل الألعاب الرياضية الجبلية ما يلي:
- تسلق جبال
- تسلق
- «مسار حديدي» أو عن طريق تسلق فيراتا
- التزلج على الجليد، التزلج على الجبال وحريتها
- حذاء الثلج
- المشي على الأقدام، وخاصة التلال
- ركوب الدراجات الجبلية
- الرحلات
- كانيونينغ

ولا يعتبر التزلج المعتاد على المسامير عادة رياضة جبلية، لأن استخدام المنحدرات المعدة والمعايير القانونية المناظرة تقلل المخاطر إلى الحد الأدنى، بحيث لا يضطر المتزلج أو المتزلج على الجليد إلى مراعاة أي مخاطر كبيرة.

## السياحة الرياضية الجبلية
وتقدم العديد من المدارس الجبلية مختلف الرياضات الجبلية كجولات مصحوبة بمرشدين. وهي تمكن المبتدئين من تجربة مختلف الأنشطة الخاضعة للإشراف. قادة هذه الجولات يعرفون المخاطر المحتملة على طرق جولتهم ومرافقة الحزب. وتستهدف بعض هذه الجولات مجموعات محددة، مثل معابر جبال الألب الموجهة للمبتدئين أو الوسطاء أو كبار السن أو العزاب.
وقد تكيفت هذه الجولات مع التغيرات في سلوك السائحين في السفر التي لوحظت في السنوات الأخيرة. فعلى سبيل المثال، خلصت الدراسات التي أجرتها جامعة بيرن إلى أن المسافرين يتوقعون عقد صفقات سفر أكثر فردية ومرونة. وهي تبحث أساسًا عن صفقات توفر خبرات متنوعة ومكثفة.

## الرياضة الجبلية والمحافظة عليها
ونظرا لأن الرياضات الجبلية عادة ما تجري في مناطق غير ذكية نسبيًا، من المهم أن يكفل المشاركون الاضطلاع بأنشطتهم بطريقة مستدامة وملائمة للبيئة. ولهذا السبب، أعدت مختلف نوادي الجبال والألب مبادئ توجيهية. هذه تقول، على سبيل المثال، أنه يمكن تصوير النباتات ولكن لا يتم اختيارها.
وبالإضافة إلى هذه التدابير، اتفقت بلدان جبال الألب والاتحاد الأوروبي على برنامج إطاري لسياسة عموم جبال الألب. ويُعرف الاتفاق أيضًا باسم اتفاقية جبال الألب، ويغطي أيضًا، بالإضافة إلى الحفظ، التخطيط، والتنمية المستدامة، والزراعة الجبلية، وحفظ الأرياف، والغابات الجبلية، والسياحة، وحماية التربة، والطاقة والنقل.